# Портрет великого князя Константина Павловича
«Портрет великого князя Константина Павловича» — картина Томаса Райта по эскизу Джорджа Доу из Военной галереи Зимнего дворца с авторским вариантом из собрания музея-усадьбы Останкино.
Картина представляет собой полноростовой портрет великого князя Константина Павловича из состава Военной галереи Зимнего дворца.
К началу Отечественной войны 1812 года великий князь Константин Павлович был наследником-цесаревичем и командовал 5-м пехотным корпусом в 1-й Западной армии, однако вскоре М. Б. Барклаем-де-Толли был командирован в Москву с донесениями к императору Александру I. Из Москвы он был отозван императором в Санкт-Петербург, но настоял на своём возвращении к Действующей армии. Участвовал в Смоленском сражении, после которого за призывы к миру с Наполеоном был выслан в Тверь. С декабря 1812 года вновь состоял при действующей армии и во время Заграничных походов 1813—1814 годов командовал резервами Богемской армии. Отличился в сражениях при Дрездене, Кульме и Лейпциге, участвовал во взятии Парижа, после чего был вновь отправлен в Санкт-Петербург с известием об окончательном поражении Наполеона.
Изображён стоящим на фоне Аустерлицкого сражения (в этом сражении Константин Павлович формально командовал Гвардейским корпусом) в генеральском мундире образца 1817 года, на эполетах вензель императора Александра I; через плечо переброшена Андреевская лента; слева на груди генерал-адъютантский аксельбант; по борту мундира крест ордена Св. Георгия 2-го класса; справа на груди серебряная медаль «В память Отечественной войны 1812 года» на Андреевской ленте, бронзовая дворянская медаль «В память Отечественной войны 1812 года» на Владимирской ленте и кресты нескольких неустановленных иностранных орденов. Первоначально на раме была закреплена табличка с подписью: Его Императорское Высочество Государь Цесаревичь Константинъ Павловичъ, в советское время табличка была заменена на следующую: Константин Павлович Великий князь 1779—1831. Копия с Джорджа Доу 1829 г..
1 февраля 1828 года Доу делал запрос в Министерство императорского двора о том, в каком мундире нужно изобразить Константина Павловича, но сам портрет был начат им в 1829 году в Варшаве, куда он сопровождал императора Николая I на коронацию царём Польским. Однако вскоре Доу тяжело заболел и уехал в Лондон, где скончался.
В 1832 год зять художника Томас Райт занимался в Санкт-Петербурге упорядочиванием дел умершего Доу и завершением его незаконченных работ. 12 ноября 1832 года он писал министру императорского двора князю П. М. Волконскому: «спешу передать Вам это письмо с оригинальным эскизом к портрету покойного Его Императорского Высочества цесаревича вел кн Константина Павловича, написанным моим покойным тестем м-ром Дж. Доу, для коего портрета Его Императорское Высочество соизволил позировать в Варшаве. Поскольку портрет Монсеньора вел кн Константина, заказанный Доу, ещё не существует, прошу Вашу Светлость похлопотать перед Его Величеством, чтоб он доверил мне исполнение портрета, потому что я располагаю и идеями и другими необходимыми сведениями» . Просьба Райта была принята во внимание, и 21 ноября того же года портрет был ему заказан. Готовый портрет поступил в Эрмитаж в 1834 году.
Дата написания портрета вызывает вопросы. В воспоминаниях английского врача О. Гранвилла, посетившего в декабре 1827 года Военную галерею имеется следующее замечание: «Великий князь Константин и три фельдмаршала русской армии, Кутузов, Барклай де Толли и герцог Веллингтон, представлены во весь рост и занимают заметное место в галерее». Каким образом Гранвилл в 1827 году мог видеть портрет великого князя, который был в виде эскиза начат лишь в 1829 году — неизвестно. Все остальные упомянутые ростовые портреты также датируются поздним временем — 1829 годом и официально были переданы в Эрмитаж Райтом в 1833 году. А. А. Подмазо объясняет эту неувязку тем, что эти портреты были временно выставлены в Военной галерее к её открытию в незаконченном виде и впоследствии были возвращены художнику для доработки. Возможно также, что сам Гранвилл напутал и видел их лишь в мастерской Доу. Относительно же портрета великого князя Константина Павловича и подобное предположение сделать невозможно, поскольку даже в конце 1832 года этот портрет, по словам Райта, «ещё не существует». Таким образом данное противоречие так и остаётся необъяснённым.
Также Райт написал другой вариант ростового портрета великого князя Константина Павловича (датируется 1833 годом). На нем полностью повторена композиция галерейного портрета, но сам великий князь изображён в наброшенной на плечи шинели, а справа на фоне отсутствует изображение трофейных пушки и знамени и сам фон существенно отличается. В начале XX века этот портрет принадлежал графу А. Д. Шереметеву и хранился в его подмосковной усадьбе Останкино; был опубликован великим князем Николаем Михайловичем в издании «Русские портреты XVIII и XIX столетий». Этот портрет по-прежнему находится в Останкино (холст, масло; 242 × 153 см; инвентарный № Ж-230).
В собрании музея-заповедника Царское Село находится версия галерейного портрета работы неизвестного художника, датируемая первой половиной XIX века (холст, масло; 88 × 61 см; инвентарный № ЕД-596-X). Здесь Константин Павлович изображён в шинели, как и на варианте из Останкино, но в кавалергардском мундире; фон повторяет портрет из Военной галереи, также справа имеется пушечный лафет, но без знамени. 
В 1845 году неизвестный художник исполнил акварельную копию с галерейного портрета, с заменой французского трофейного знамени на польское; авторская подпись гласит: «Император Всероссийский, Царь Польский Константин Павлович». Эта работа находится в собрании Башкирского художественного музея в Уфе (бумага, акварель, 36 × 21 см, инвентарный № Г-542).
- Вариант портрета из Останкино. 1833 год
- Рисунок неизвестного художника. 1845 год. Башкирский художественный музей